# Audan Schangaqala
Der Audan Schangaqala (kasachisch Жаңақала ауданы Schangaqala audany, russisch Жангалинский район Schangalinski rajon) ist ein Bezirk in Westkasachstan in Kasachstan.

## Bevölkerung
Bei der Volkszählung 1999 hatte der Audan Schangaqala 23.560 Einwohner. Die Volkszählung 2009 ergab für den Bezirk eine Einwohnerzahl von 23.505. Bei der letzten Volkszählung 2021 lebten 21.501 Menschen im Audan Schangaqala. Die Fortschreibung der Bevölkerungszahl ergab zum 1. Januar 2025 eine Einwohnerzahl von 21.376.
| Einwohnerentwicklung               | Einwohnerentwicklung | Einwohnerentwicklung | Einwohnerentwicklung | Einwohnerentwicklung | Einwohnerentwicklung | Einwohnerentwicklung | Einwohnerentwicklung |
| 1939                               | 1959                 | 1979                 | 1989                 | 1999                 | 2009                 | 2021                 |                      |
| ---------------------------------- | -------------------- | -------------------- | -------------------- | -------------------- | -------------------- | -------------------- | -------------------- |
| 25.364                             | 13.755               | 19.237               | 21.307               | 23.560               | 23.505               | 21.501               |                      |
| Anmerkung: Volkszählungsergebnisse |                      |                      |                      |                      |                      |                      |                      |

## Verwaltungsgliederung
Der Audan Schangaqala ist in  ländliche Bezirke (kasachisch Ауылдық округ Auyldyq okrug; russisch Сельский округ Selski okrug) gegliedert (Stand: 2021).
| Ländlicher Kreis | Einwohner | Einwohner | Orte                                    |
| Ländlicher Kreis | 2009      | 2021      | Orte                                    |
| ---------------- | --------- | --------- | --------------------------------------- |
| Birlik           | 1.771     | 1.488     | Aqbalschyq, Birlik, Üschkempir          |
| Köpschassar      | 2.065     | 1.748     | Köpschassar, Saltanat, Saralschyn       |
| Maschteksai      | 2.371     | 1.737     | Maschteksai, Muqyr, Qosköl              |
| Mengdeschew      | 1.149     | 696       | Qyrqopa                                 |
| Pjatimar         | 2.034     | 1.389     | Aqqus, Boryq, Pjatimar, Plantazija      |
| Qysyloba         | 1.965     | 1.636     | Aitpai, Qysyloba, Törtqulaq             |
| Schangaqala      | 7.202     | 9.325     | Schangaqala                             |
| Schangaqasan     | 2.906     | 2.156     | Äjipsai, Schangaqasan, Schualyoi        |
| Schangaschol     | 2.042     | 1.326     | Kischi Aidarchan, Saryköl, Schangaschol |